# 2024年8月以色列—真主黨交火
2024年8月25日，以色列襲擊黎巴嫩南部多個目標，隨後黎巴嫩武裝政治組織真主黨也展開反擊。
以色列稱其行動為預防性打擊。根據黎巴嫩官員的消息，以色列軍方派出約100架戰機，對黎巴嫩南部40個地點進行空襲。不久後，真主黨宣佈已向以色列北部發射超過320枚火箭，這是該組織針對以色列7月暗殺其高級指揮官福阿德·舒庫爾的「第一階段」反應行動。

## 背景

### 以色列的暗殺行動
2024年7月30日，真主黨軍事領袖福阿德·舒庫爾在貝魯特在以色列空軍的空襲中被擊斃。以色列之前曾指控舒庫爾參與三天前在以佔戈蘭高地邁季代勒舍姆斯的火箭彈襲擊事件，該襲擊導致12名兒童和青少年死亡。
2024年7月31日，哈馬斯政治領袖伊斯梅爾·哈尼亞在德黑蘭的一間賓館內被暗殺。伊朗對這次暗殺作出反應，聲稱將對以色列採取軍事行動，並將哈尼亞之死歸咎於以色列；真主黨總書記哈桑·納斯魯拉表示，該組織進入與以色列對抗的新階段，這是對舒庫爾和哈尼亞遇害的回應。

### 預期的真主黨襲擊
在襲擊前數日，美國和以色列收到情報顯示，真主黨正在準備發動大規模襲擊。

## 襲擊

### 以色列
以色列軍方發言人丹尼爾·哈加里指出，根據國內情報顯示，真主黨正準備對以色列發動大規模襲擊，其中包括火箭、導彈和無人機攻擊，因此以色列針對真主黨計劃使用的遠程導彈進行先發制人的攻擊。以色列總理本雅明·內塔尼亞胡在特拉維夫指揮此次行動，並與國防部長約阿夫·加蘭特一同協調；內塔尼亞胡在早上7點召集安全內閣開會。
據以色列官員透露，美國已被事先知會此次行動。美國國防部官員表示，美國協助以色列追蹤來自真主黨的襲擊威脅。《紐約時報》報導稱，真主黨原計劃於凌晨5點發射火箭，但以色列率先摧毀其導彈發射裝置。以色列在行動中出動約100架戰鬥機。國防部長加蘭特認為此次行動「非常成功」，表示阻止「超過50%，甚至可能高達三分之二」的真主黨襲擊。

### 真主黨
真主黨表示他們已對舒庫爾遇刺案進行回應，目標是「特殊的軍事目標」、鐵穹防禦系統平台及其他設施。真主黨聲稱在第一階段向以色列的約12個軍事基地和據點發射超過320枚火箭彈。

## 傷亡
兩名真主黨成員在黎巴嫩南部被擊斃，另外一名真主黨 成員和一名敘利亞公民受傷，其中一人情況危殆。阿邁勒運動透露，他們的一名來自希亞姆的武裝份子被擊斃。真主黨已確認其6名成員於8月25日被擊斃。
一名以色列海軍水兵因鐵穹系統導彈故障意外擊中 一艘在北部納哈里亞海岸附近的毒蜂級快速巡邏艇而喪生，另有2人受傷。以色列北部一名女子也在導彈襲擊中受輕傷。

## 反應
- 以色列：本-古里安國際機場的航班起降暫停至上午10點[2]，並改道2班以色列航空航班[11]。戈蘭地區委員會呼籲戈蘭高地的居民留在避難所內[28]。國防部長加蘭特宣佈為期兩天的「緊急狀態」[29]。

- 美国：根據加蘭特的說法，美國國防部長勞埃德·奧斯汀與他討論如何避免以色列—哈馬斯戰爭升級的問題[30]。美國國家安全委員會發言人肖恩·薩維特表示，總統祖·拜登正在密切關注以色列和黎巴嫩局勢，並重申以色列的自衛權利[31]。